# Charles Dovalle
Charles Dovalle fue un poeta francés nacido en Montreuil-Bellay el 23 de junio de 1807 y fallecido en un duelo en París el 30 de novembre de 1829 .

## Biografía
Descendiente de una larga estirpe de abogados y financieros de Saumur, Charles Dovalle nació en Montreuil-Bellay el 23 de junio de 1807 . Estudió brillantemente en el colegio de Saumur, donde escribió poemas notables. Tras estudiar derecho en Poitiers, se trasladó a París y se lanzó de lleno a la vida literaria. Publicó poemas en forma de canciones, que aún pueden encontrarse en poemarios con fragmentos escogidos, como Bergeronnette, Mon Rêve, Le Curé de Meudon, Le Sylphe... Obligado a dedicarse a la abogacía, al tiempo que escribía para Le Figaro, se convirtió en redactor del Journal des Salons . El joven, que vivía entonces en la calle de la Harpe, continuó sin embargo dedicándose a la poesía.
Desgraciadamente, su carrera se vería truncada por una trágica muerte a los 22 años. Como crítico de teatro, hizo un fácil juego de palabras con Mira, el director del Théâtre des Variétés, quien le había negado la entrada a su establecimiento. Escribió en Le Lutin: «Mira puede ser Mira-severo, pero nunca será Mira-hermoso». Este último, que era feo y vengativo, le retó a duelo. Herido en el hombro tras un primer ataque con espada, exigió contra todas las reglas que el duelo continuara con pistola; en el tercer intercambio, el pobre Dovalle fue alcanzado, después de que la bala atravesara su billetera, y falleció el 30 de noviembre de 1829 . Una columna de mármol blanco fue erigida sobre su tumba en el cementerio de Montmartre.
La edición completa de sus obras, Le Sylphe, Poésies de feu Charles Dovalle, apareció en París por Éditions Ladvocat, Palais-Royal, en 1830, con un prefacio de Victor Hugo .